# Diêu Tư Liêm
| Nhị thập tứ sử | Nhị thập tứ sử | Nhị thập tứ sử              | Nhị thập tứ sử |
| -------------- | -------------- | --------------------------- | -------------- |
| STT            | Tên sách       | Tác giả                     | Số quyển       |
| 1              | Sử ký          | Tư Mã Thiên                 | 130            |
| 2              | Hán thư        | Ban Cố                      | 100            |
| 3              | Hậu Hán thư    | Phạm Diệp                   | 120            |
| 4              | Tam quốc chí   | Trần Thọ                    | 65             |
| 5              | Tấn thư        | Phòng Huyền Linh (chủ biên) | 130            |
| 6              | Tống thư       | Thẩm Ước                    | 100            |
| 7              | Nam Tề thư     | Tiêu Tử Hiển                | 59             |
| 8              | Lương thư      | Diêu Tư Liêm                | 56             |
| 9              | Trần thư       | Diêu Tư Liêm                | 36             |
| 10             | Ngụy thư       | Ngụy Thâu                   | 114            |
| 11             | Bắc Tề thư     | Lý Bách Dược                | 50             |
| 12             | Chu thư        | Lệnh Hồ Đức Phân (chủ biên) | 50             |
| 13             | Tùy thư        | Ngụy Trưng (chủ biên)       | 85             |
| 14             | Nam sử         | Lý Diên Thọ                 | 80             |
| 15             | Bắc sử         | Lý Diên Thọ                 | 100            |
| 16             | Cựu Đường thư  | Lưu Hú (chủ biên)           | 200            |
| 17             | Tân Đường thư  | Âu Dương Tu, Tống Kỳ        | 225            |
| 18             | Cựu Ngũ Đại sử | Tiết Cư Chính (chủ biên)    | 150            |
| 19             | Tân Ngũ Đại sử | Âu Dương Tu (chủ biên)      | 74             |
| 20             | Tống sử        | Thoát Thoát (chủ biên)      | 496            |
| 21             | Liêu sử        | Thoát Thoát (chủ biên)      | 116            |
| 22             | Kim sử         | Thoát Thoát (chủ biên)      | 135            |
| 23             | Nguyên sử      | Tống Liêm (chủ biên)        | 210            |
| 24             | Minh sử        | Trương Đình Ngọc (chủ biên) | 332            |
| -              | Tân Nguyên sử  | Kha Thiệu Mân (chủ biên)    | 257            |
| -              | Thanh sử cảo   | Triệu Nhĩ Tốn (chủ biên)    | 529            |

Diêu Tư Liêm (chữ Hán: 姚思廉; bính âm: Yao Silian) (557 – 637) là nhà sử học đầu thời Đường của Trung Quốc, tự Giản Chi, có thuyết nói tên Giản, tự Tư Liêm, người Ngô Hưng (nay thuộc Hồ Châu, tỉnh Chiết Giang).

## Tiểu sử
Ông là con của Thượng thư Bộ Lại nhà Trần thời Nam Bắc Triều là Diêu Sát. Sau khi cha mất, ông tiếp tục hoàn thành hai bộ sử Lương, Trần còn dang dở của cha.
Diêu Tư Liêm từ nhỏ đã tinh thông kinh sử, thời Tùy từng giữ chức Thị độc cho Đại vương Dương Hựu. Sau khi Lý Uyên xưng đế, kiến lập nhà Đường, ông đảm nhiệm chức Văn học quán Học sĩ trong phủ Tần vương Lý Thế Dân.
Sau sự biến Huyền Vũ Môn, ông được tiến cử nhậm chức Thái tử tẩy mã. Đầu năm Trinh Quán thời Đường Thái Tông, ông giữ chức Trước tác lang, Hoằng văn quán Học sĩ, là một trong thập bát học sĩ nổi tiếng đương thời. Ông làm quan tới chức Tán kị thường thị, sau được phong làm Phong thành huyện nam, cùng với Ngụy Thâu tham gia vào viện biên soạn và chỉnh sửa hai bộ sử Lương, Trần.
Năm Trinh Quán thứ 10 (636), ông hoàn thành Lương thư (50 quyển) và Trần thư (30 quyển), được hậu thế xếp vào 24 bộ chính sử Trung Hoa.
Năm 637 ông mất, thọ 81 tuổi, được truy tặng Thái thường khanh, an táng tại Chiêu Lăng, thụy hiệu là Khang.
Tác phẩm của ông để lại có cuốn "Văn Tư Bác Yếu".